# Fairytale (singel Kalafiny)
fairytale – trzeci singel zespołu Kalafina, wydany 24 grudnia 2008 roku. Album zawiera piosenki śpiewane przez Wakana, Keiko oraz Hikaru. Tytułowy utwór został wykorzystany jako motyw przewodni w szóstej części filmu anime Kara no kyōkai.
Singel osiągnął 9 pozycję w rankingu Oricon, sprzedano 20 252 egzemplarzy.

## Lista utworów
Wszystkie utwory zostały skomponowane i napisane przez Yuki Kajiura.
Dysk pierwszy (CD)
| Nr | Tytuł                     | Czas |
| -- | ------------------------- | ---- |
| 1. | "fairytale"               | 5:14 |
| 2. | "serenato"                | 4:55 |
| 3. | "sprinter ~Instrumental~" | 5:01 |

Dysk drugi (DVD)
| Nr | Tytuł                                  | Czas |
| -- | -------------------------------------- | ---- |
| 1. | "fairytale" (wideoklip)                |      |
| 2. | "sprinter ~ufotable edit~" (wideoklip) |      |